# タリーチャダー・ペッチャラット
タリーチャダー・ペッチャラット（タイ語: ตรีชฎา เพชรรัตน์; RTGS: Trichada Phetcharat、1986年10月5日 - ）は、タイの女優・モデル。Poyd（タイ語: ปอย; RTGS: Poi）、Nong POY、Treechada Malayapornとも呼ばれる。

## 経歴
ペッチャラットは、プラナカンの家庭に生まれた。子供の頃、自身がトランスジェンダーであることに気付いたが、両親の前では自身のアイデンティティを隠し、男性として生きねばならなかった。しかし、自身の性器にうんざりしたペッチャラットは17歳のとき性別適合手術を受け、女性となった。インタビューに「手術によって生まれ変わったように感じている」と語っている。
19歳のとき、ペッチャラットはミス・ティファニー2004およびミス・インターナショナル・クイーン2004において優勝を果たしている。
2008年には男性の交際相手ができたものの、2013年には別れたことを明らかにしている。

## 作品

### テレビドラマ
- 愛你每一天
- 夢想永恒
- 蝕日風暴

### 映画
- With Love（2010年）
- Spicy Beauty Queen of Bangkok 2（2012年）
- レクイエム 最後の銃弾（原題：掃毒）（2013年）
- 賭城風雲Ⅱ（2015年）[4]
- 失眠男女（2016年）
- 妖医（2016年）
- 德扑女王（2016年）
- 德扑女王2：双面鬼王（2016年）
- 德扑女王3：决战凤凰汇（2016年）

### 音楽
- you got me
- 我不是男生（mai chai poo chai）

### CM
- G-NET G8288（携帯電話）
- Furefoo